# Manifiesto de Brunswick

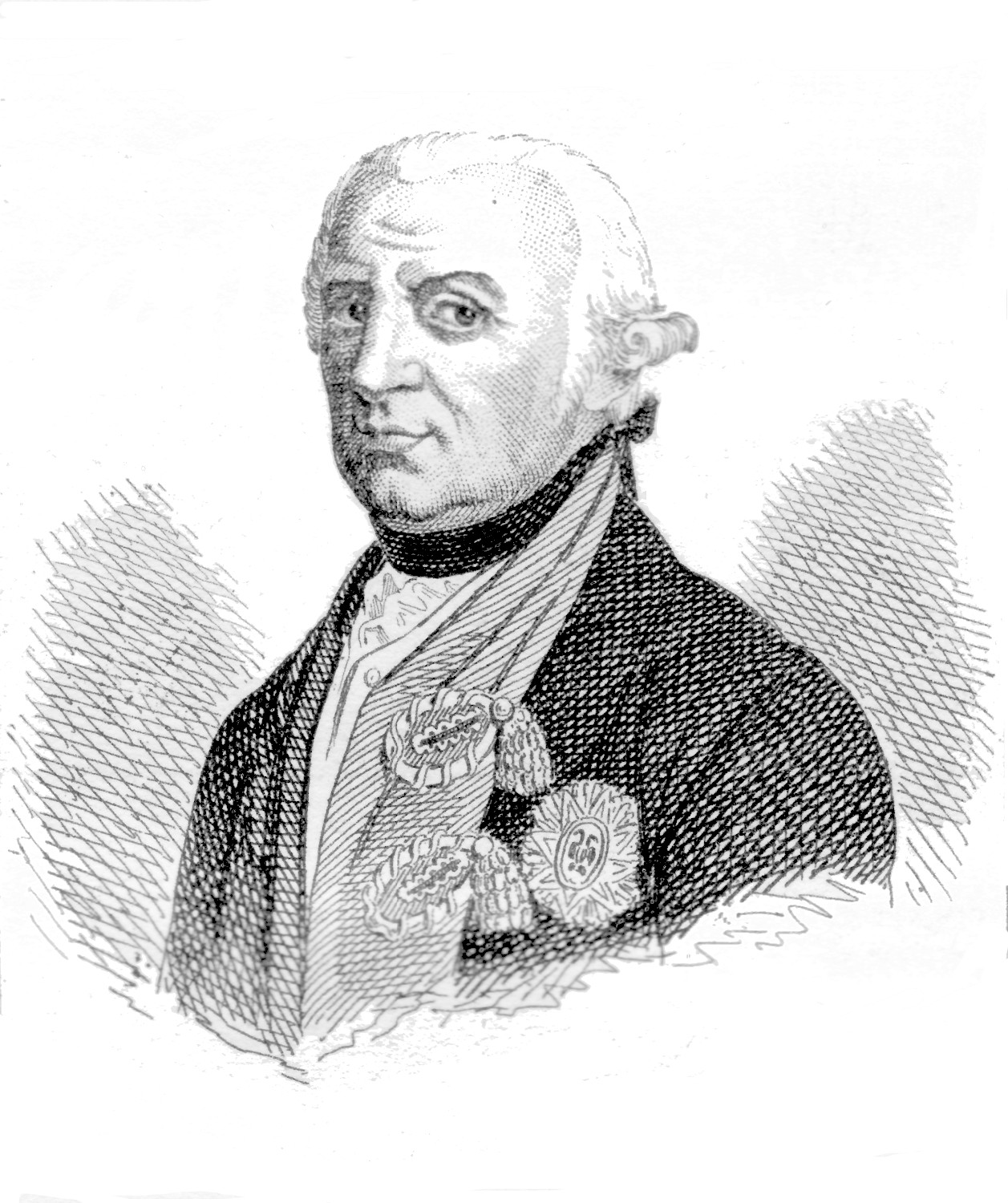
Carlos Guillermo Fernando de Brunswick.

El Manifiesto de Brunswick con fecha del 25 de julio de 1792, atribuido a un jefe del ejército prusiano, el duque Carlos Guillermo Fernando de Brunswick (escrito, en realidad, por nobles "emigrantes" franceses), fue una amenaza militar y política dirigida al pueblo francés, presuntamente por parte de Federico Guillermo II, rey de Prusia, y de Francisco II, emperador del Sacro Imperio Romano Germánico.

## Antecedentes
De hecho, el documento proveniente de los emigrados franceses, es resultado de la correspondencia con la familia real. Se ha determinado que fue escrito por Jacques Mallet du Pan, Limón Geoffroy y Pellenc, exsecretario de Mirabeau . 
Declarado desnudo en Coblenza, el manifiesto se publicó el 3 de agosto en el Monitor.
No está claro si el duque firmó realmente el manifiesto que se le atribuye.
Nacido en una familia de príncipes ilustrados, fue considerado como un príncipe temperado.
En este texto el duque amenazaba, de forma bastante hostil, con asaltar París si se llevaba a cabo cualquier ultraje contra la familia real y tenía prevista una aparente ejecución militar de la ciudad.

## El texto
En lo sustancial, el Manifiesto del duque de Brunswick señalaba:
 "Declaración de Su Alteza el duque regente de Brunswick-Lunebourg, commandante de los ejércitos combinados de Sus majestades el Emperador y Rey de Prusia, dirigida a los habitantes de Francia.
Sus majestades el Emperador y Rey de Prusia, hanme confiado el mando de sus ejércitos combinados que han dispuesto en las fronteras de Francia, quiero anunciar a los habitantes de este Reino los motivos que han determinado las medidas de los dos soberanos y las intenciones que los guían.
(...) poner fin a la anarquía en el interior de Francia, detener los ataques dirigidos contra el trono y el altar, restablecer el poder legal, devolver al Rey (Luis XVI) la seguridad y libertad de la que ha sido privado y ponerlo en condiciones de ejercer la legítima autoridad que le corresponde.
Con estos objetivos, yo, el suscrito Comandante en Jefe de los dos ejércitos, declaro:
(...) 2º Que (los ejércitos) no pretenden inmiscuirse en absoluto en los asuntos internos de Francia, sólo es su deseo liberarde su cautiverio, al Rey, a la Reina y la familia real y procurar a Su muy cristiana Majestad la seguridad necesaria para que pueda realizar sin peligro y sin obstáculos, las convocatorias que desee y trabajar para asegurar la felicidad de sus súbditos...
(...)8° La ciudad de París y todos sus habitantes, sin distinción alguna, serán obligados a someterse sin tardanza al Rey,(...) las ya citadas majestades declaran bajo su palabra de honor, como Emperador y Rey, que si el palacio de las Tullerías es forzado o atacado, que si la mínima violencia se realiza contra el Rey, la Reina o la familia real y que si su seguridad y libertad no son aseguradas de inmediato; la venganza ejemplar que infligirán jamás será olvidada...
Por estas razones llamo y exhorto de forma apremiante a que ningún habitante del Reino presente oposición a las movimientos de las tropas bajo mi mando y, por el contrario, les procuren paso libre, les asistan y ayuden con buena voluntad en lo que las circunstancias requieran.
_ Dado en el Cuartel General de Coblenza, el 25 de julio de 1792.
Firmado: Carlos Guillermo Federico. Duque de Brunswick-Lunebourg."

## Resultado

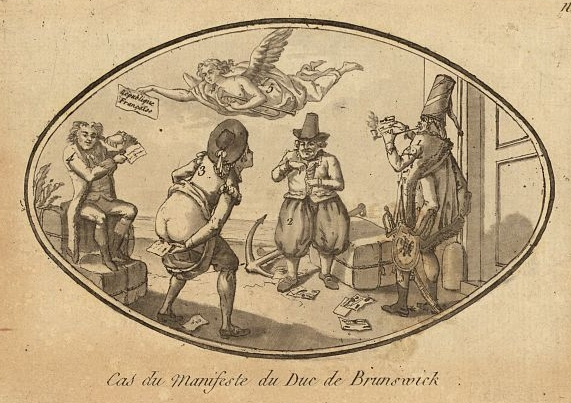
Caricatura anónima de 1792.
Cuatro personajes representan las naciones extranjeras que muestran su hostilidad al Manifiesto de Brunswick. La Fama sobrevuela agitando una pancarta en la que se leen las palabras République Française.

Ante semejante manifiesto, los resultados fueron contrarios a lo esperado, y es considerado como una de las principales causas de los acontecimientos ocurridos el 10 de agosto de 1792 la derogación de la monarquía durante la revolución.

## Documento
Wikisourcetexte tiene el Manifiesto de Brunswick, en francés.